# Франкфорт (Канзас)
Франкфорт (енгл. Frankfort) град је у америчкој савезној држави Канзас.

## Демографија
По попису из 2010. године број становника је 726, што је 129 (-15,1%) становника мање него 2000. године.
| Група             | 2000.       | 2010.       |
| Белци             | 839 (98,1%) | 712 (98,1%) |
| Афроамериканци    | 3 (0,4%)    | 4 (0,6%)    |
| Азијати           | 0 (0,0%)    | 1 (0,1%)    |
| Хиспаноамериканци | 3 (0,4%)    | 9 (1,2%)    |
| Укупно            | 855         | 726         |